# 캐스 엘리엇
캐스 엘리엇(Cass Elliot, 1941년 9월 19일~1974년 7월 29일)은 미국의 가수로, 마마스 앤 파파스의 멤버였다. 심근 경색으로 사망하였다.

## 가족
- 배우자
  - 제임스 헨드릭스(1963 결혼, 1968 취소)
  - 도널드 본 위덴먼(1971 결혼, 1971 이혼)